# Mongolia na Mistrzostwach Świata w Lekkoatletyce 2013
Mongolia na Mistrzostwach Świata w Lekkoatletyce 2013 – reprezentacja Mongolii podczas czempionatu w Moskwie liczyła 2 zawodników.

## Występy reprezentantów Mongolii

### Mężczyźni
| Konkurencja | Zawodnik           | Runda 1  | Runda 1 | Półfinał | Półfinał | Finał    | Finał   |
| Konkurencja | Zawodnik           | Rezultat | Pozycja | Rezultat | Pozycja  | Rezultat | Pozycja |
| ----------- | ------------------ | -------- | ------- | -------- | -------- | -------- | ------- |
| Maraton     | Bat-Ocziryn Ser-Od | —        | —       | —        | —        | 2:21:55  | 36.     |

### Kobiety
| Konkurencja | Zawodnik                     | Runda 1  | Runda 1 | Półfinał | Półfinał | Finał    | Finał   |
| Konkurencja | Zawodnik                     | Rezultat | Pozycja | Rezultat | Pozycja  | Rezultat | Pozycja |
| ----------- | ---------------------------- | -------- | ------- | -------- | -------- | -------- | ------- |
| Maraton     | Luwsanlchündegijn Otgonbajar | —        | —       | —        | —        | DNF      | DNF     |